# کوتو (گروه موسیقی)
کوتو نام یک (گروه موسیقی) (ایتالیا_ایتالیایی)است که اعضای آن بهترین کارهای خود را در دههٔ ۱۹۸۰ میلادی عرضه کردند و بیشتر در سبک دیسکوی  به زبان ایتالیایی آهنگ ساختند. مهم‌ترین ساز به‌کار رفته در آثار این گروه عبارتند از سینی‌سایزر است.
اعضای نخست این گروه آنفراندو مایولا و استفانو چوندری ایتالیایی (۱۹۸۲–۱۹۹۰) و میشیل ون دِر کوی هلندی (۱۹۸۹–۱۹۹۳) بودند. با رواج موسیقی تکنو در دههٔ ۱۹۹۰، از محبوبیت دیسکوی ایتالیایی کاسته شد. کوتو آخرین آلبوم خود در سبک دیسکوی ایتالیایی را در سال ۱۹۹۳ منتشر کرد، اما پس از آن فعالیت خود را متوقف کرد. در این مدت، استفانو چوندری درگذشت. در سال ۲۰۰۱ کوتو فعالیت خود را با انتشار آلبوم «کوتو هنوز زنده است» از سر گرفت، اما سبک آهنگ‌سازی خود را کاملاً تغییر داد و به موسیقی تکنو و ترنس روی آورد.